# Aranamas
Les Aranamas (Anames, Arrenamus, Auraneans, Hazanames, Jaranames, Xaranames) étaient une petite tribu d'agriculteurs amérindiens vivant au départ près de la côte sud du Texas, le long des rivières Guadalupe et San Antonio. Même si les indices sont peu nombreux, la plupart des auteurs classent les Aranamas parmi les peuples de langue coahuiltecan.
La majorité des informations que nous possédons à propos des Aranamas nous vient des registres des missions espagnoles. La mission Espíritu Santo de Zuñiga fut déplacée en 1722 de la baie de Matagorda à la rivière Guadalupe afin de servir les Aranamas et les Tamiques. En 1749, la mission fut déplacée à proximité de l'actuel Goliad, et beaucoup d'Aranamas la suivirent. Quelques Karankawas se trouvaient également dans cette mission. Il a été rapporté que les Aranamas avaient été précédemment attaqués par les Karankawas.
Les fouilles effectuées par le Texas Archeological Research Laboratory et la Texas Archeological Society en 1997 et 1998 sur la troisième localisation de la mission Espíritu Santo (1726-1749) sur la rivière Guadalupe dans le comté de Victoria nous aident à écrire l'histoire des Aranamas et des Tamiques au temps de la colonisation espagnole. Les Aranamas semblent avoir en partie conservé leur identité au sein des missions. Ils continuaient à fabriquer des outils en pierre, de la poterie, et allaient chasser le bison dans le sud-est du Texas. Cependant, beaucoup abandonnèrent leur ancien mode de vie pour devenir fermiers aux alentours de Goliad, et d'autres moururent des maladies importées par les Européens.
À plusieurs reprises, vers la fin du XVIIIe siècle, les Aranamas désertèrent la mission pour vivre avec d'autres groupes, en particulier les Tawakonis. À chaque fois, les Espagnols les amenèrent à revenir. Quelques Aranamas étaient présents dans d'autres missions (San Antonio de Valero à San Antonio et Nuestra Señora del Refugio près de l'actuel Refugio). Morse les a situés en 1822 sur la San Antonio River et a dénombré 125 individus. À la fin du XVIIIe et au début du XIXe siècle, la population aranama décrût lentement pour finalement s'éteindre en 1843. Les derniers survivants furent sans doute absorbés par les peuples hispanophones installés près des missions.